# Bad Liar (Selena Gomez)
Bad Liar è un singolo della cantante statunitense Selena Gomez, pubblicato il 18 maggio 2017.

## Antefatti e pubblicazione
Ancora prima della sua pubblicazione, avvenuta il 18 maggio 2017 per il download digitale e per le piattaforme streaming di tutto il mondo, era stato diffuso l'intero testo del brano sulla piattaforma Genius.

## Descrizione
Composto dalla stessa Selena Gomez in collaborazione con Julia Michaels, Justin Tranter e Ian Kirkpatrick, il brano presenta un campionamento di Psycho Killer dei Talking Heads, gruppo particolarmente apprezzato sia da Gomez che da Michaels.

## Video musicale
Un primo videoclip musicale per il brano, realizzato secondo la tecnica della bassa fedeltà, è stato reso disponibile il 18 maggio 2017 come prodotto esclusivo per la piattaforma di streaming Spotify.
Il successivo 12 giugno Selena Gomez ha annunciato la pubblicazione di un secondo video musicale (uscito due giorni più tardi) attraverso tre poster promozionali di colore diverso. Questo video è stato diretto da Jesse Peretz, noto per aver precedentemente lavorato per la serie televisiva statunitense Girls, è stato diffuso sul canale YouTube della cantante ed ha raccolto, in poco più di 24 ore, oltre 12 milioni di visualizzazioni, divenendo così il sesto video più visto nelle sue prime 24 ore.
Ambientato negli anni settanta (precisamente nel 1978), esso mostra la Gomez interpretare quattro personaggi differenti: una giovane studentessa, suo padre, sua madre e un'insegnante di ginnastica. Nel video possiamo notare come il padre abbia un interesse personale verso l'insegnante di ginnastica, facendo intendere che tradisca sua moglie, la madre della giovane studentessa. A fine video, la ragazza canta sul suo letto mentre fissa una polaroid che si scopre raffigurare proprio l'insegnante di ginnastica, lasciando intendere che anche la ragazza abbia un interesse amoroso verso la donna. Incapace di nasconderlo, come lo è il padre del suo tradimento e la madre che ne è a conoscenza, si rivelano tutti essere dei «pessimi bugiardi».
Il video è stato pubblicato quasi un mese dopo la pubblicazione del singolo in quanto la Gomez voleva che fosse rilasciato in giugno, mese dell'orgoglio LGBT, sia perché nel video interpreta una ragazza omosessuale sia per dimostrare la sua vicinanza alla comunità gay.

## Tracce
1. Bad Liar – 3:34 (Selena Gomez, Julia Michaels, Justin Tranter, Ian Kirkpatrick, David Byrne, Chris Frantz, Tina Weymouth)

## Classifiche

### Classifiche settimanali
| Classifica (2017) | Posizione massima |
| ----------------- | ----------------- |
| Australia         | 13                |
| Austria           | 27                |
| Belgio (Fiandre)  | 45                |
| Belgio (Vallonia) | 10                |
| Canada            | 11                |
| Danimarca         | 38                |
| Finlandia         | 20                |
| Francia           | 105               |
| Germania          | 36                |
| Irlanda           | 23                |
| Italia            | 47                |
| Libano            | 8                 |
| Norvegia          | 28                |
| Nuova Zelanda     | 17                |
| Paesi Bassi       | 43                |
| Portogallo        | 24                |
| Regno Unito       | 21                |
| Repubblica Ceca   | 13                |
| Spagna            | 51                |
| Stati Uniti       | 20                |
| Svezia            | 23                |
| Svizzera          | 31                |
| Ungheria          | 10                |

### Classifiche di fine anno
| Classifica (2017) | Posizione |
| ----------------- | --------- |
| Brasile           | 161       |

## Date di pubblicazione
| Paese       | Data di pubblicazione | Formati           |
| ----------- | --------------------- | ----------------- |
| Mondo       | 18 maggio 2017        | Download digitale |
| Stati Uniti | 23 maggio 2017        | Airplay           |
| Italia      | 23 giugno 2017        | Airplay           |